# Георгиевский сельский совет (Приазовский район)
Георгиевский сельский совет (укр. Георгіївська сільська рада) — входит в состав
Приазовского района
Запорожской области
Украины.
Административный центр сельского совета находится в 
с. Георгиевка.

## История
- 1991 — дата образования.

## Населённые пункты совета
- с. Георгиевка